# بلدة جاكسون (اوهايو)
بلدة جاكسون (بالإنجليزية: Jackson Township) هي واحدة من خمسة عشر بلدة في مقاطعة هاردين في ولاية أوهايو، الولايات المتحدة. بلغ عدد سكانها 2,089 نسمة حسب تعداد عام 2020.

## الجغرافيا
تقع بلدة جاكسون في الجزء الجنوبي من مقاطعة هاردين، وتحدها البلدات التالية:
- بلدة تايلور كريك من الشمال الشرقي

- بلدة بلانشارد من الشرق

- بلدة هيل من الجنوب الشرقي

- بلدة بليزانت من الجنوب

- بلدة يونيون من الجنوب الغربي

- بلدة ليبرتي من الغرب

تضم البلدة جزءًا من قرية فورست في ركنها الشمالي الشرقي.

## الاسم والتاريخ
تعد جاكسون واحدة من سبع وثلاثين بلدة تحمل نفس الاسم في ولاية أوهايو.

## الحكومة
تُدار البلدة من قبل مجلس أمناء مكون من ثلاثة أعضاء، يُنتخبون في نوفمبر من السنوات الفردية لمدة أربع سنوات تبدأ في الأول من يناير التالي. يُنتخب اثنان من الأمناء في السنة التي تلي الانتخابات الرئاسية، بينما يُنتخب الثالث في السنة التي تسبقها. هناك أيضًا كاتب بلدي منتخب لمدة أربع سنوات تبدأ في الأول من أبريل بعد الانتخابات. في حال حدوث أي شغور، يتولى الأمناء المتبقون ملء المنصب.